# 도요오카촌 (오카야마현 구메군)
도요오카촌(豊岡村)은 오카야마현 구메군에 있던 촌이다. 
현재의 미사키정 가나보리, 고시오, 신조, 하라다에 해당한다. 

## 역사
- 1889년 4월 1일 - 정촌제 시행에 수반해 가나보리촌, 고요촌, 신죠촌, 하라다촌이 합병해 구메난조군 도요오카촌이 성립하였다.
- 1900년 4월 1일 - 구메키타조군과 합병해 구메군이 되었다.
- 1904년 6월 1일 - 이나오카키타촌과 합병해 가미촌이 되었다.

## 오아자
- 가나보리 金堀 （かなぼり）
- 고요오 越尾 （こよお）
- 신죠 新城 （しんじょう）
- 하라다 原田 （はらだ）

.

## 참고문헌
- 和泉橋警察署 『新旧対照市町村一覧』第2冊（東京：加藤孫次郎、1889（明22））
- 地名編纂委員会 『角川日本地名大辞典33 岡山』（角川学芸出版、1989、ISBN 4040013301）